# Sven Schipplock
Sven Schipplock (ur. 8 listopada 1988 w Reutlingen) – niemiecki piłkarz występujący do końca sezonu 2017/18 na pozycji napastnika w niemieckim klubie Hamburger SV. Wychowanek Reutlingen 05, w swojej karierze grał także w takich zespołach jak VfB Stuttgart, TSG 1899 Hoffenheim oraz Darmstadt 98, w którym przebywał na wypożyczeniu.